# Antiguo idioma capadocio
El antiguo capadocio es una lengua muerta hablada en la antigüedad en la región histórica de Capadocia en Asia Menor. Se trata de una lengua no clasificada aunque se conjetura que podría ser una lengua indoeuropea del grupo anatolio o tal vez emparentada con el frigio o el licaonio. No se conocen textos o inscripciones en capadocio.
Estrabón y Basilio de Caesarea afirman que esta lengua era ininteligible con el griego.
En última instancia fue abandonado en favor del griego helenístico, aunque parece haber sobrevivido en algunas localidades hasta al menos el siglo VI d. C.